# Jane Bogaert
Jane Bogaert (Soletta, 5 agosto 1967) è una cantante svizzera.
Ha rappresentato la Svizzera all'Eurovision Song Contest 2000 con il brano La vita cos'è.

## Biografia
All'inizio del 2000 Jane Bogaert ha partecipato alla selezione svizzera per l'Eurovision, cantando il suo inedito La vita cos'è e venendo incoronata vincitrice. All'Eurovision Song Contest 2000, che si è tenuto il successivo 13 maggio a Stoccolma, ha cantato accompagnata da Al Bano e si è piazzata al 20º posto su 24 partecipanti con 14 punti totalizzati. La vita cos'è ha raggiunto la 98ª posizione nella classifica svizzera dei singoli.

## Discografia

### Album in studio
- 2010 – 5th Dimension

### Singoli
- 1987 – No More War
- 1989 – Children of Love
- 2000 – La vita cos'è